# Cotenești, Argeș
Cotenești este un sat în comuna Stoenești din județul Argeș, Muntenia, România. Satul are cam 1000 de locuitori și este situată pe valea Dâmboviței, la 17 km de municipiul Câmpulung Muscel, în drum spre Târgoviște (pe DN72A). Este cel mai mare dintre cele șapte sate care constituie comuna.